# 自由和民主欧洲
自由和民主欧洲（英語：Europe of Freedom and Democracy）是歐洲議會內的一個党团。該黨團主要由信奉歐洲懷疑主義和右翼民粹主义的反歐盟的右翼和极右翼政黨組成。

## 簡介
該黨團成立於2009年歐洲議會選舉之後。

### 成員
- 英国独立党
- 法国运动
- 丹麦人民党